# Episinus garisus
Episinus garisus är en spindelart som beskrevs av Buckup och Marques 1992. Episinus garisus ingår i släktet Episinus och familjen klotspindlar. Inga underarter finns listade i Catalogue of Life.